# Helga Bilden
Helga Bilden (* 2. Januar 1941 in Eschweiler) ist eine deutsche Psychologin. Der Schwerpunkt ihrer Tätigkeit liegt auf dem Gebiet der Gender Studies (Geschlechterforschung).

## Ausbildung und Beruf
Nach dem Abitur an der Bischöflichen Liebfrauenschule in Eschweiler 1960 studierte Helga Bilden an den Universitäten Bonn, Tübingen und Mainz, zunächst Latein, Geschichte und Politische Wissenschaft, ab 1961 Psychologie und Soziologie; mit dem Diplom in Psychologie schloss sie ihr Studium 1967 in Tübingen ab. Es folgte eine Tätigkeit als Sozialwissenschaftlerin am Deutschen Jugendinstitut. Ab 1972 war Bilden Assistentin im Bereich Sozialpsychologie an der Ludwig-Maximilians-Universität München. Mit einer Kritik von Jürgen Habermas vertretener Positionen zur Sozialisation promovierte Helga Bilden 1975 zum Dr. phil. 1983 wurde sie zur Akademischen Rätin ernannt; 1987 habilitierte sie sich und wurde 1995 außerplanmäßige Professorin. Seit 2006 ist Helga Bilden im Ruhestand.

## Forschungsinteressen
Bereits 1973 war Helga Bilden in der Frauenbewegung aktiv; der Schwerpunkt ihrer Forschungsinteressen liegt auf der geschlechterspezifischen Sozialisation. Geschlechterverhältnisse sind in ihrer Sicht aus der sozialen Interaktion konstituiert und einem steten Wandel unterworfen; dabei spielen materiale Verhältnisse wie Arbeitsteilung und Hierarchien eine wichtige Rolle.
Ein weiteres Interessengebiet Helga Bildens ist die menschliche Subjektivität im historischen Wandel. In diesem Zusammenhang interessiert sie sich besonders für den Einfluss elektronischer Medien auf die Sozialisation von Jugendlichen.

## Schriften
- Geschlechtsspezifische Sozialisation. In: Klaus Hurrelmann und Dieter Ulich (Hrsg.): Handbuch der Sozialisationsforschung, Beltz, Weinheim 1980, ISBN 3-407-83025-4, S. 279–302.